# Вилхелм Фрик
Вилхелм Фрик (на немски: Wilhelm Frick) е германски политик, който служи като министър на вътрешните работи на Райха в кабинета на Хитлер от 1933 до 1943 г. и като последния ръководител на протектората на Бохемия и Моравия. След Втората световна война е осъден за военни престъпления от Нюрнбергските процеси и екзекутиран чрез обесване.

## Младежки години и семейство
Фрик е роден в Алсенц, последен от четири деца на протестантския учител Вилхелм Фрик старши и съпругата му Хенриет. Първоначално посещава гимназията в Кайзерслаутерн. Продължава да изучава филология в Мюнхенски университет Лудвиг-Максимилиан, но скоро след това се премества да изучава право в Хайделберг и Берлин. Присъединява се към баварската държавна служба през 1903 г., като адвокат в полицейския отдел на Мюнхен. Назначен е за Bezirksamtassessor в Pirmasens през 1907 г. и става действащ окръжен ръководител през 1914 г. Отхвърлен като негоден, Фрик не служи в Първата световна война. Повишен е в официален ранг на Regierungsassessor и по негова молба повторно поема поста си в полицейското управление в Мюнхен до 1917 г.
На 25 април 1910 г. Фрик се жени за Елизабета Емили Нагел (1890 – 1978) в Пирмасенс. Имат двама сина и една дъщеря. Бракът завършва с развод през 1934 г. Няколко седмици по-късно, на 12 март, Фрик се жени отново в Мюнхберг за Маргарет Шулц-Наумбург (1896 – 1960). От нея има син и дъщеря.

## Нацистка кариера
В Мюнхен Фрик става свидетел на края на войната и на Германската революция от 1918 – 1919 г. Той симпатизира на паравоенните части на Фрайкорпс, които се борят срещу баварското правителство на премиера Курт Айзнер. Началникът на полицията Ернст Пьонер го запознава с Адолф Хитлер, за когото той доброволно помага за получаване на разрешение за провеждане на политически митинги и демонстрации.
Издигнат в ранг на Обераман и ръководител на службата за сигурност „Криминалполизей“ от 1923 г., той и Пьонер участват в неуспешния Бирен пуч на Хитлер на 9 ноември. Фрик се опитва да потисне операцията на държавната полиция, затова е арестуван и лишен от свобода, а през април 1924 г. се опитва да съдейства и да съумее да избегне присъда. След няколко месеца в ареста той получава присъда от 15 месеца лишаване от свобода, като е освободен от полицейската си работа. По-късно, по време на дисциплинарното производство уволнението е обявено за несправедливо и отменено, тъй като неговата вина не е доказана. Фрик продължава да работи в Мюнхенската служба за социално осигуряване от 1926 г., в ранг на Regierungsrat 1-ви клас до 1933 г.
В резултат на пуча Вилхелм Фрик е избран за член на германския райхстаг по време на федералните избори през май 1924 г. Той е номиниран от Движението за националсоциалистическа свобода, избирателна листа на крайнодясната Партия на свободата и забранената нацистка партия. На 1 септември 1925 г. Фрик се присъединява към възстановената нацистка партия. Той се свързва с радикалния Грегор Щрасер, който се позовава на агресивните антидемократични и антисемитски речи, той става председател на нацистката парламентарна група (Fraktionsführer) през 1928 г.
През 1929 г. като част от коалиционното правителство на провинция Тюрингия НСДАП получава държавните министерства на вътрешните работи и образованието. На 23 януари 1930 г. Фрик е назначен в тези министерства, като става първия нацист, който заема пост на министерско ниво в Германия (въпреки че остава член на Райхстага). Фрик използва позицията си, за да премахне служителите на комунистическия и социалдемократическия режим и да ги замени с членове на нацистката партия, така че федералните субсидии на Тюрингия временно са прекратени от министъра на Райха Карл Северинг. Фрик също назначава евгениста Ханс Ф. К. Гюнтер като професор по социална антропология в университета в Йена, забранил няколко вестника и пацифистки драматични и антивоенни филми като „На западния фронт нищо ново“. Отстранен е от поста си от социалдемократическо предложение за вот на недоверие към Ландтага на Тюрингия на 1 април 1931 г.

## Райхсминистър
Когато президентът на Паул фон Хинденбург назначава за канцлер на Германия Адолф Хитлер на 30 януари 1933 г., Фрик се присъединява към правителството като министър на вътрешните работи на Райха. Заедно с председателя на Райхстага Херман Гьоринг, той е един от само двама нацистки министри от Райха в първия кабинет на Хитлер. Въпреки че Фрик заема ключова позиция, особено при организирането на федералните избори през март 1933 г., той първоначално има много по-малко власт от колегите си в останалата част на Европа. По-конкретно, той няма никаква власт над полицията. В Германия правоприлагането традиционно е държавен и местен въпрос. Всъщност основната причина Хинденбург и Франц фон Папен да се съгласят да дадат вътрешното министерство на нацистите е, че е било почти безсилно по онова време. Силен съперник възниква в създаването на министерството на пропагандата на Йозеф Гьобелс на 13 март.
Силата на Фрик драстично се увеличава в резултат на постановлението за пожар в Райхстага и Закона за упълномощаване от 1933 г. Постановлението за пожар в Райхстага, даващо на кабинета силата да поеме държавните правителства на свой авторитет, всъщност е негова идея. Той вижда това като шанс да увеличи силата си и да започне процеса на насилие в страната. Той е отговорен за изготвянето на много от законите Глайхшалтунг, които укрепват нацисткия режим. В рамките на няколко дни след приемането на Акта за узаконяване, Фрик изготвя закон, с който се назначава райхскомисар, за да се освободи държавата от правителствата. През май 1934 г. той е назначен за министър-председател на Гьоринг на пруския държавен министър на вътрешните работи, който му дава контрол над полицията в Прусия. До 1935 г. той също има почти пълен контрол над местното правителство. Фрик има единствената власт да назначава кметовете на всички общини с население над 100 000 (с изключение на градските провинции Берлин и Хамбург, където Хитлер си запазва правото да назначава кметовете).
Фрик е инструмент в расовата политика на Нацистка Германия за изготвяне на закони срещу еврейските граждани, като Закона за възстановяването на професионалната държавна служба и известните Нюрнбергски закони през септември 1935 г. Още през юли 1933 г. той въвежда Закона за предотвратяване на наследствени болести, включително насилствени стерилизации, които впоследствие достигат до убийствата по програмата „Акция Т4“, подкрепена от неговото министерство.
През лятото на 1938 г. Фрик е обявен за патрон (Schirmherr) на Deutsches Turn-und Sportfest в Бреслау, патриотичен спортен фестивал, на който присъства Хитлер и много от нацисткото ръководство. На 11 ноември 1938 г. Фрик обнародва Правилника срещу притежанието на оръжие на евреите.
От средата до края на 1930-те години, Фрик губи доверие в нацистката партия, след борба за власт, включваща опити за разрешаване на липсата на координация в рамките на правителството на Райха. Например през 1933 г. той се опитва да ограничи широкото използване на заповеди за „защитно попечителство“, които са използвани за изпращане на хора в концентрационни лагери, само за да бъдат опровергани от Райхсфюрер-СС Хайнрих Химлер. Неговата сила е значително намалена през юни 1936 г., когато Хитлер назначава Химлер за началник на германската полиция, който за всички цели ефективно обединява полицията със СС. На хартия Фрик е непосредственият ръководител на Химлер. Всъщност полицията вече е независима от контрола на Фрик, тъй като СС е отговорен само пред Хитлер. Дългогодишната борба за власт между двете страни кара Фрик да бъде заменен от Химлер като министър на вътрешните работи през 1943 г. Той обаче остава в кабинета като министър без портфейл. Освен Хитлер, той и Луц Граф Шверин фон Кросик са единствените членове на кабинета на Третия райх, които непрекъснато служат на Хитлер до смъртта му.
Заместникът на Фрик като министър на вътрешните работи на Райха не намалява нарастващия административен хаос и борбата между партийните и държавните агенции. Фрик е назначен за покровител на Бохемия и Моравия, което го прави личен представител на Хитлер в Чехословакия. Нейната столица Прага, където Фрик използва безмилостни методи за противодействие на несъгласието, е един от последните градове, контролирани от Оста, които падат в края на Втората световна война в Европа.

## Процес и екзекуция
Фрик е арестуван и изправен пред Нюрнбергските процеси, където е единственият обвиняем освен Рудолф Хес, който отказва да свидетелства от свое име. Фрик е осъден за планиране, започване и водене на войни на агресия, военни престъпления и престъпления срещу човечеството и за ролята му при формулирането на Закона за упълномощаване като министър на вътрешните работи и Нюрнбергските закони, съгласно които хора са депортирани в концентрационни лагери, много от тях убити там. Фрик също е обвинен, че е един от най-висшите лица, отговорни за съществуването на концентрационните лагери.
Фрик е осъден на смърт на 1 октомври 1946 г. и обесен в затвора в Нюрнберг на 16 октомври. По повод екзекуцията журналистът Джоузеф Кинсбъри-Смит пише:
„Шестият човек, който напусна килията си в затвора и вървеше с белезници към смъртта, беше 69-годишният Вилхелм Фрик. Той влезе за екзекуция в 02:05 ч., Шест минути след обявяването на Алфред Розенберг за мъртъв. Той изглеждаше най-малко стабилен от всички досега и се препъна на тринадесетото стъпало на бесилката. Единствените му думи бяха: „Да живее вечна Германия“, преди да му сложат качулка и да се спусне през трапа“.
Тялото му, както и тези на останалите 9 екзекутирани нацисти и на Херман Гьоринг, е кремирано в Остфридхолф (Мюнхен) и пепелта е разпръсната в река Изар.